# Tomiyamichthys tanyspilus
Tomiyamichthys tanyspilus és una espècie de peix de la família dels gòbids i de l'ordre dels perciformes.

## Morfologia
- Els mascles poden assolir 5,1 cm de longitud total i les femelles 4,02.[4]

## Hàbitat
És un peix marí, de clima tropical i demersal que viu fins als 4 m de fondària.

## Distribució geogràfica
Es troba a Indonèsia.

## Observacions
És inofensiu per als humans.